# Saint-Sulpice-de-Royan
Saint-Sulpice-de-Royan ist eine südwestfranzösische Gemeinde mit 3417 Einwohnern (Stand 1. Januar 2022) im Département Charente-Maritime in der Region Nouvelle-Aquitaine.

## Lage
Saint-Sulpice-de-Royan liegt auf dem Nordostufer der Gironde unweit der Stadt Royan und der Gemeinde Vaux-sur-Mer (jeweils ca. 7,5 Kilometer südwestlich) in der historischen Kulturlandschaft der Saintonge.

## Bevölkerungsentwicklung
| Jahr      | 1962 | 1968 | 1975 | 1982 | 1990 | 1999 | 2006 | 2016 |
| Einwohner | 695  | 794  | 1129 | 1744 | 2101 | 2290 | 2680 | 3159 |

Im 19. Jahrhundert hatte Saint-Sulpice-de-Royan beständig zwischen 800 und 1000 Einwohner. In der ersten Hälfte des 20. Jahrhunderts führte die Reblauskrise im Weinbau und die Mechanisierung der Landwirtschaft zu einem Bevölkerungsrückgang auf 500 bis 600 Einwohner. In den letzten Jahrzehnten ist die Bevölkerung wieder deutlich angewachsen, was im Wesentlichen auf die im Vergleich zur Stadt Royan deutlich niedrigeren Mieten und Grundstückspreise zurückzuführen ist.

## Wirtschaft
Vor Jahrhunderten spielte die Landwirtschaft die dominierende Rollen im Wirtschaftsleben der Gemeinde. Diese gehört zu den Bons Bois des Weinbaugebiets Cognac, doch wegen der Absatzkrise bei teuren Weinbränden wird kaum noch Wein angebaut; die Bauern in der Umgebung sind wieder zur 'normalen ' Landwirtschaft zurückgekehrt. Seit den 1960er Jahren spielt der Tourismus eine nicht unbedeutende Rolle im Wirtschaftsleben des Ortes.

## Geschichte
Zur Geschichte des Ortes liegen kaum Informationen vor. Auf dem Gemeindegebiet wurden Spuren einer kreisförmig angelegten keltischen Siedlung entdeckt. Im Mittelalter gehörten die romanische Kirche und der Ort zur Grundherrschaft der Abtei Saint-Étienne in Vaux-sur-Mer. In den Religionskriegen (1562–1598) wurden Kirche und Ort schwer beschädigt.

## Sehenswürdigkeiten
Siehe auch: Liste der Monuments historiques in Saint-Sulpice-de-Royan
- Die katholische Pfarrkirche Saint-Sulpice aus dem 12./13. Jahrhundert gehörte lange Zeit zur Abtei Saint-Étienne in Vaux-sur-Mer. Sie wird dominiert von einem mächtigen quadratischen Vierungsturm, dessen Mittelgeschoss von Blendarkaden umfangen ist, die sich in abgerundeter Form sogar um die Ecken herumziehen. Der Vierungsturm wird begleitet von einem kleineren Treppenturm auf der Nordseite, dessen Pyramidendach die in der Saintonge häufig anzutreffende Schindelimitation aus Stein zeigt. Querhaus und Apsis wurden in den Hugenottenkriegen zerstört; das Kirchenschiff und die Westfassade blieben erhalten – letztere zeigt die typische Gestaltungsmerkmale vieler Kirchenbauten der Saintonge: Archivoltenportal mit begleitenden Blendportalen, Dienstbündel in den Ecken und ein Konsolenfries als Abschluss der unteren Ebene. Die obere ist nicht, wie sonst üblich, nochmals unterteilt – in ihr befindet sich ein für die Zeit vergleichsweise großes Fenster mit einem Überfangbogen. Das einschiffige Innere besteht aus zwei – mit schmalen Fenstern versehenen – Jochen im Schiff, einer erhöhten und überkuppelten Vierung und der im 19. Jahrhundert in schlichten Formen erneuerten Apsis. Der Kirchenbau ist seit dem Jahre 1913 als Monument historique[1] anerkannt.

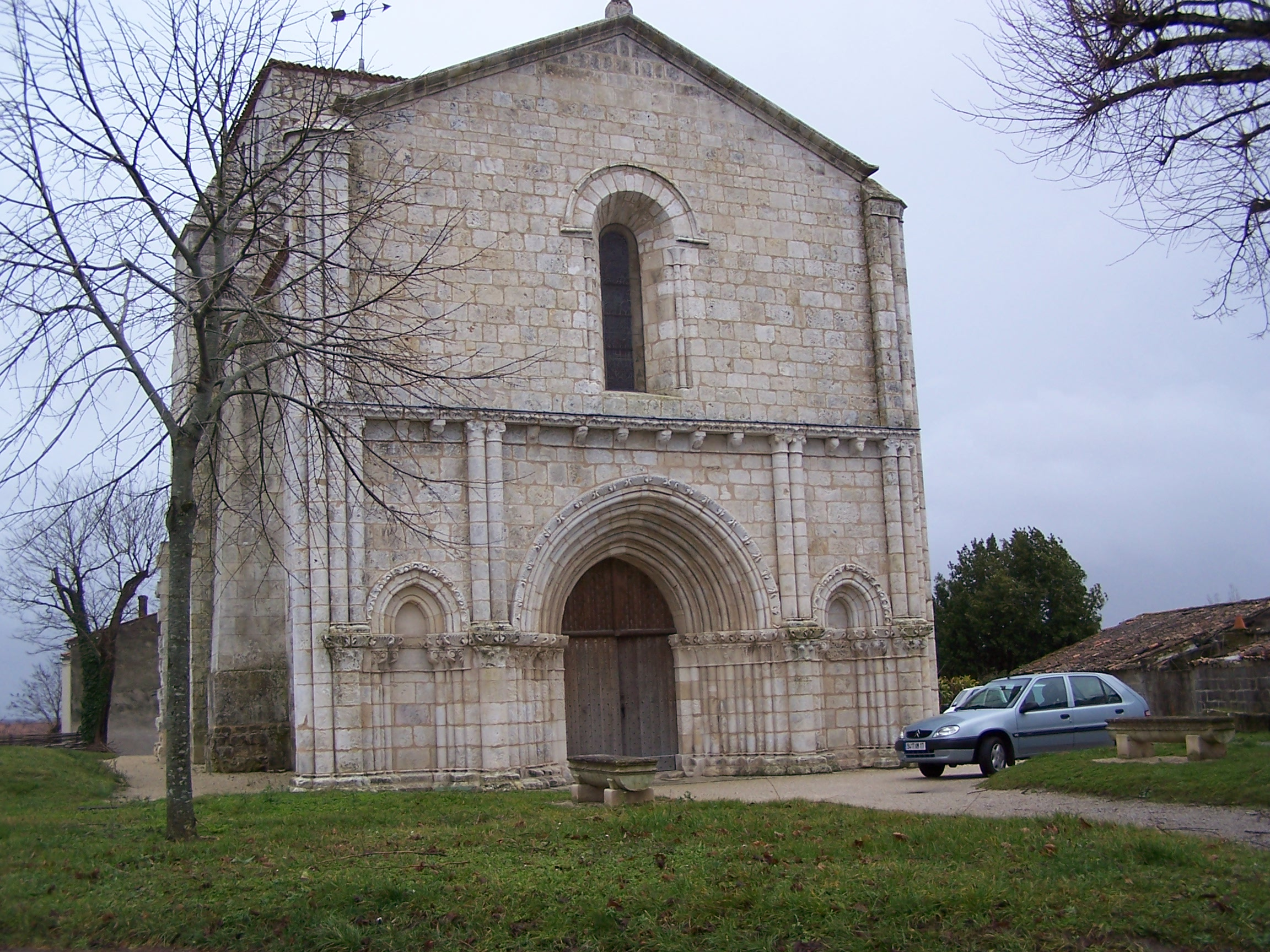
Westfassade
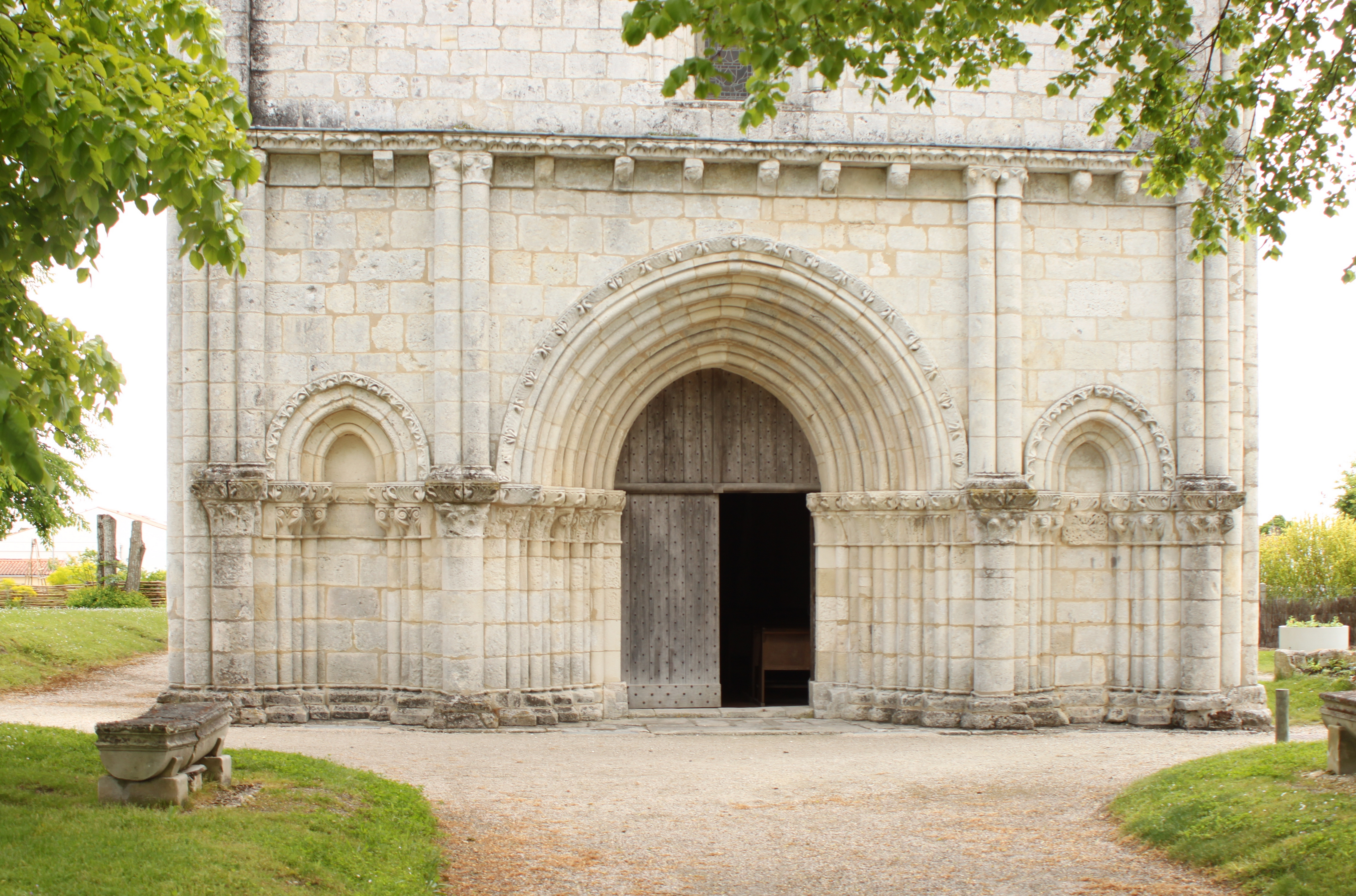
Detail der Westfassade
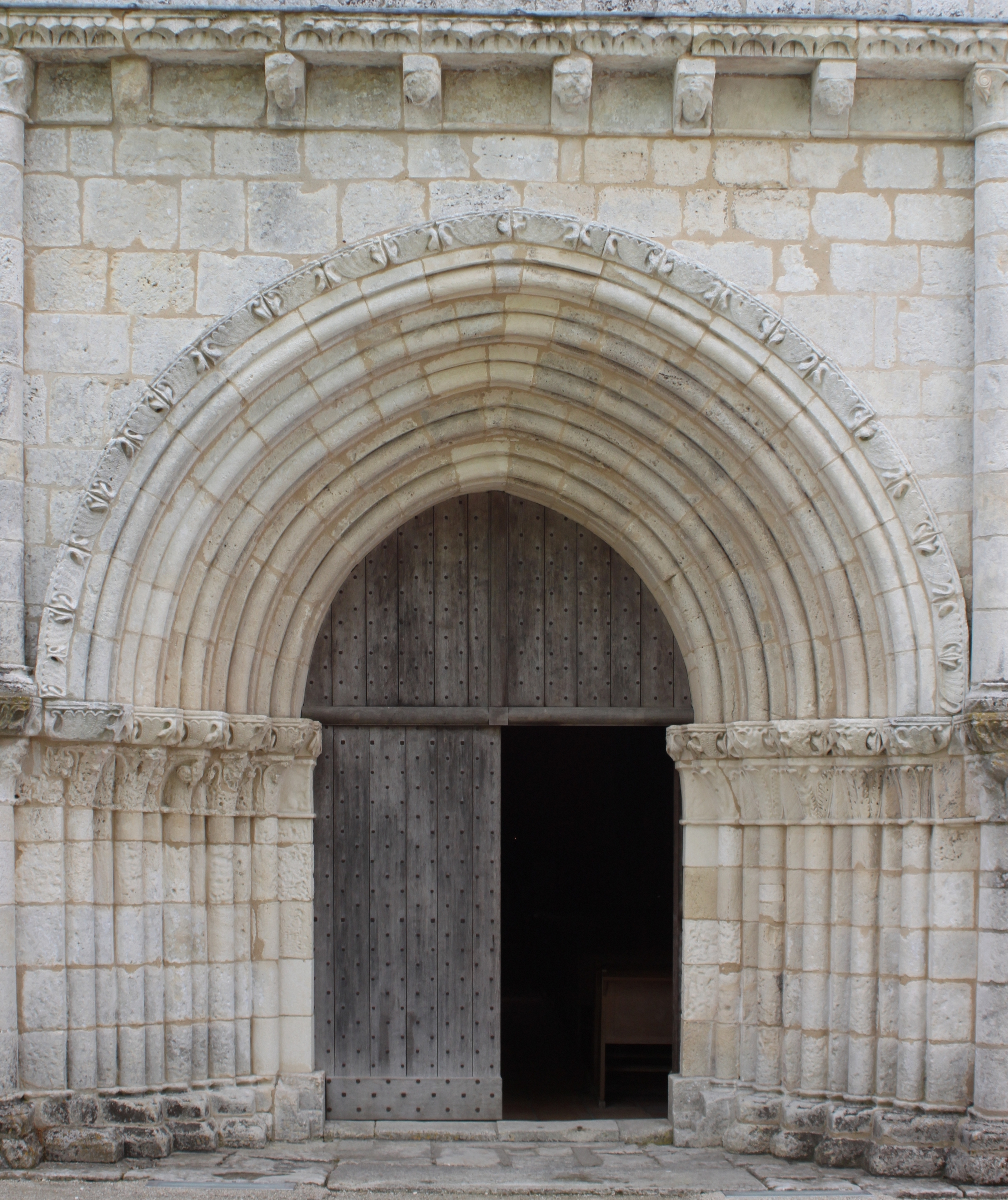
Portal

- Das protestantische Gotteshaus (temple) aus den 1850er Jahren stand früher am Ortsrand. Im Vergleich zu den anderen protestantischen Kirchen der Saintonge ist es äußerst aufwendig in neoromanischen Stilformen gestaltet: Es ist ein oktogonaler Bau mit nach außen vorgezogenem Vestibül mit aufgesetztem Glockengiebel. Die Seiten des Oktogons sind durch unterschiedlich hohe Triple-Fenster belichtet. Das von einem offenen Dachstuhl überspannte Innere des Gebäudes hat – mit der Tribüne – ein Fassungsvermögen von etwa 450 Personen. Als eines von wenigen protestantischen Gotteshäusern Frankreichs ist es seit 1998 als Monument historique[2] anerkannt.

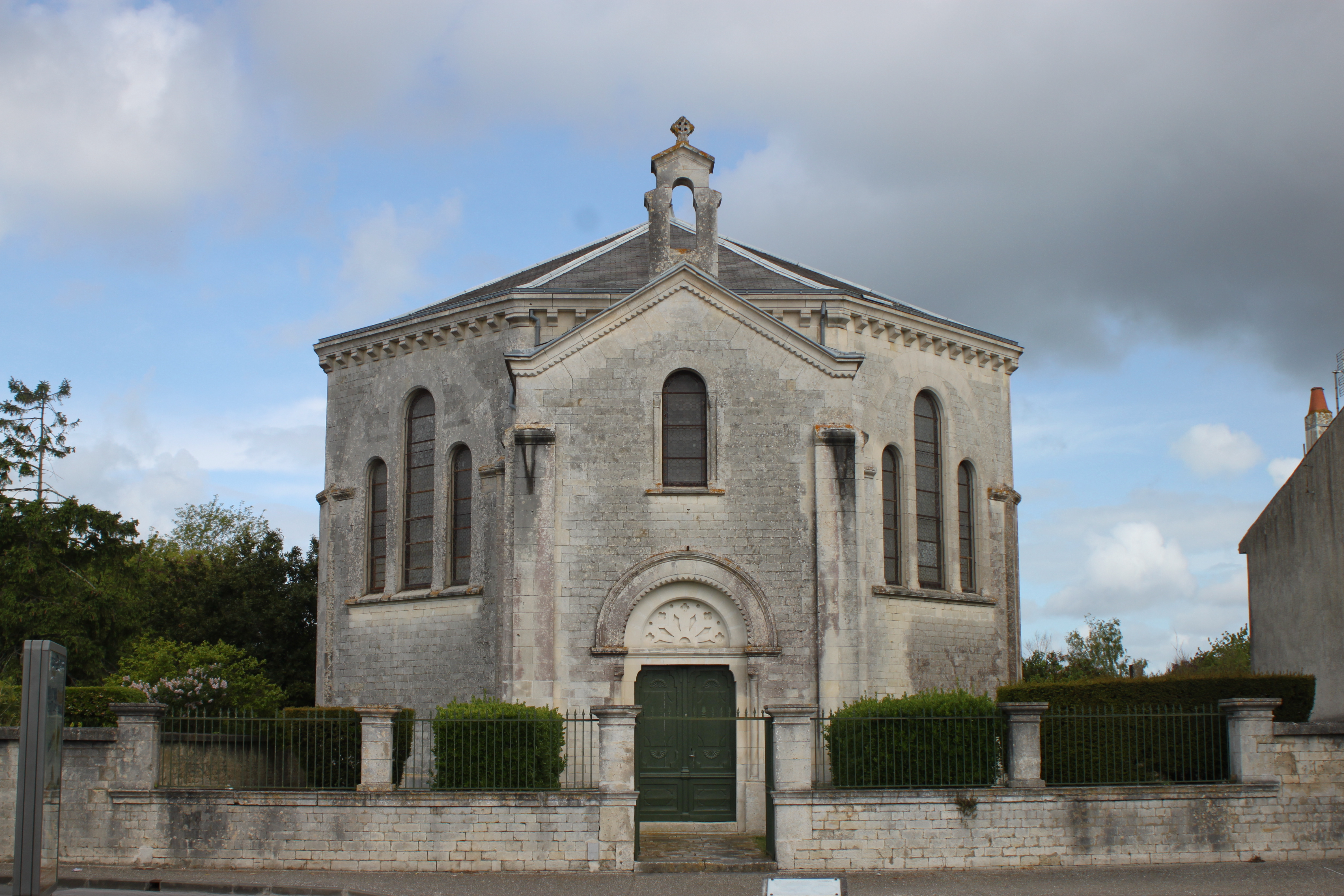
Protestantische Kirche